# فين سكينر
فين سكينر (بالإنجليزية: Fain Skinner)‏ هو سائق سباق أمريكي، ولد في 21 فبراير 1985 في لايف أوك في الولايات المتحدة.

## وصلات خارجية
- الموقع الرسمي
- فين سكينر على موقع Racing-Reference.info (الإنجليزية)